# Wiesenmühle (Sugenheim)
Wiesenmühle (fränkisch: Wiesnmühl) ist ein Gemeindeteil des Marktes Sugenheim  im Landkreis Neustadt an der Aisch-Bad Windsheim (Mittelfranken, Bayern). Wiesenmühle liegt in der Gemarkung Ullstadt.

## Geografische Lage
Die Einöde liegt am Ehebach. Im Süden liegt das Flurgebiet Buchfeld, 1 km nördlich erhebt sich der Grubsberg (388 m ü. NHN). Eine Gemeindeverbindungsstraße führt zur Staatsstraße 2256 (0,2 km südlich) bzw. zu einer Gemeindeverbindungsstraße (0,2 km nördlich), die nach Ullstadt zur Kreisstraße NEA 30 (0,8 km östlich) bzw. zur Staatsstraße 2253 bei Hürfeld verläuft (2 km westlich). Ein Wirtschaftsweg führt nach Ullstadt (0,5 km östlich).

## Geschichte
Der Ort wurde 1370 als „Wisenmül“ erstmals urkundlich erwähnt. Der Ortsname ist eine Lagebezeichnung.
Gegen Ende des 18. Jahrhunderts gab es in Wiesenmühle ein Anwesen. Das Hochgericht übte die Herrschaft über Ullstadt aus. Die Mühle hatte das Rittergut Ullstadt als Grundherrn. Unter der preußischen Verwaltung (1792–1806) des Fürstentums Bayreuth erhielt die Wiesenmühle die Hausnummer 69 des Ortes Ullstadt.
Von 1797 bis 1810 unterstand der Ort dem Justizamt Dachsbach und Kammeramt Neustadt. Im Rahmen des Gemeindeedikts wurde Wiesenmühle dem 1811 gebildeten Steuerdistrikt Ullstadt und 1813 der Ruralgemeinde Ullstadt zugeordnet. Am 1. Mai 1978 wurde Wiesenmühle im Zuge der Gebietsreform in Bayern nach Sugenheim eingegliedert.

## Einwohnerentwicklung
| Jahr      | 001818 | 001840 | 001861 | 001871 | 001885 | 001900 | 001925 | 001950 | 001961 | 001970 | 001987 |
| Einwohner | 8      | 10     | *      | 7      | 7      | 9      | 7      | 9      | 9      | 7      | 2      |
| Häuser    | 1      | 1      |        |        | 1      | 1      | 1      | 1      | 1      |        | 1      |
| Quelle    | [ 11 ] | [ 12 ] | [ 13 ] | [ 14 ] | [ 15 ] | [ 16 ] | [ 17 ] | [ 18 ] | [ 19 ] | [ 20 ] | [ 1 ]  |

## Religion
Der Ort ist seit der Reformation evangelisch-lutherisch geprägt und bis heute nach St. Johann Baptist (Ullstadt) gepfarrt, die Einwohner römisch-katholischer Konfession sind nach Mariä Himmelfahrt (Ullstadt) gepfarrt.